# 울산광역시 남구 구립도서관
울산광역시 남구 구립도서관은 울산광역시 남구에 있는 도서관이다.

## 도산도서관
기본 정보
- 위치: 울산광역시 남구 번영로54번길 6
- 개관일: 2010년 3월 12일

시설 안내
- 3층: 로비, 자유열람실, 북카페, 정리실, 창고
- 2층: 종합자료실, 디지털실, 시청각실
- 1층: 어린이자료실, 디지털실, 동화구연실, 모유수유실, 사무실
- 지하1층: 지하주차장, 보일러실

이용 시간
- 어린이자료실: 화요일 ~ 일요일 09:00 ~ 18:00
- 종합자료실: 화요일 ~ 금요일 09:00 ~ 20:00 / 토,일요일 09:00 ~ 18:00
- 자유열람실: 화요일 ~ 금요일 09:00 ~ 22:00 / 토,일요일 09:00 ~ 22:00
- 시청각실: 화요일 ~ 일요일 09:00 ~ 18:00
- 북카페: 화요일 ~ 일요일 09:00 ~ 18:00

휴관일
- 매주 월요일
- 법정 공휴일(공휴일과 일요일이 겹칠 경우 휴관)
- 기타 도서관 관장이 공고한 날

## 신복도서관
기본정보
- 위치: 울산광역시 남구 신복로72번길 18-13
- 개관일: 2013년 11월 14일

시설 안내
- 3층: 열람실, 북카페, 보존서고
- 2층: 종합자료실, 디지털존, 시청각실
- 1층: 어린이자료실, 디지털존, 이야기방, 수유실, 사무실, 분류실
- 지하1층: 지하주차장

이용 시간
- 어린이자료실: 화요일 ~ 일요일 09:00 ~ 18:00
- 종합자료실: 화요일 ~ 금요일 09:00 ~ 20:00 / 토ㆍ일요일 09:00 ~ 18:00
- 시청각실: 화요일 ~ 일요일 09:00 ~ 18:00
- 자유열람실: 화요일 ~ 일요일 09:00 ~ 22:00
- 북카페: 화요일 ~ 일요일 09:00 ~ 22:00

휴관일
- 매주 월요일
- 법정 공휴일(공휴일과 일요일이 겹칠 경우 휴관)
- 기타 도서관 관장이 공고한 날

## 월봉도서관
기본정보
- 위치: 울산광역시 남구 돋질로139번길 23
- 개관일: 2009년 7월 24일

시설 안내
- 3층: 종합열람실, 북카페
- 2층: 어린이열람실

이용 시간
- 화요일 ~ 토요일 09:00 ~ 21:00
- 일요일 09:00 ~ 18:00

휴관일
- 매주 월요일
- 법정 공휴일(공휴일과 일요일이 겹칠 경우 휴관)
- 기타 도서관 관장이 공고한 날

## 옥현어린이도서관
- 위치: 울산광역시 남구
- 개관일: 2014년 10월 14일